# Roald Amundsen (voilier)
Pour les articles homonymes, voir Roald Amundsen (homonymie) et Amundsen.
Le Roald Amundsen est un brick allemand construit en 1952, au chantier naval de Roßlau. Il a été entièrement transformé en 1992 dans le cadre d’un programme pour l’emploi.

## Histoire

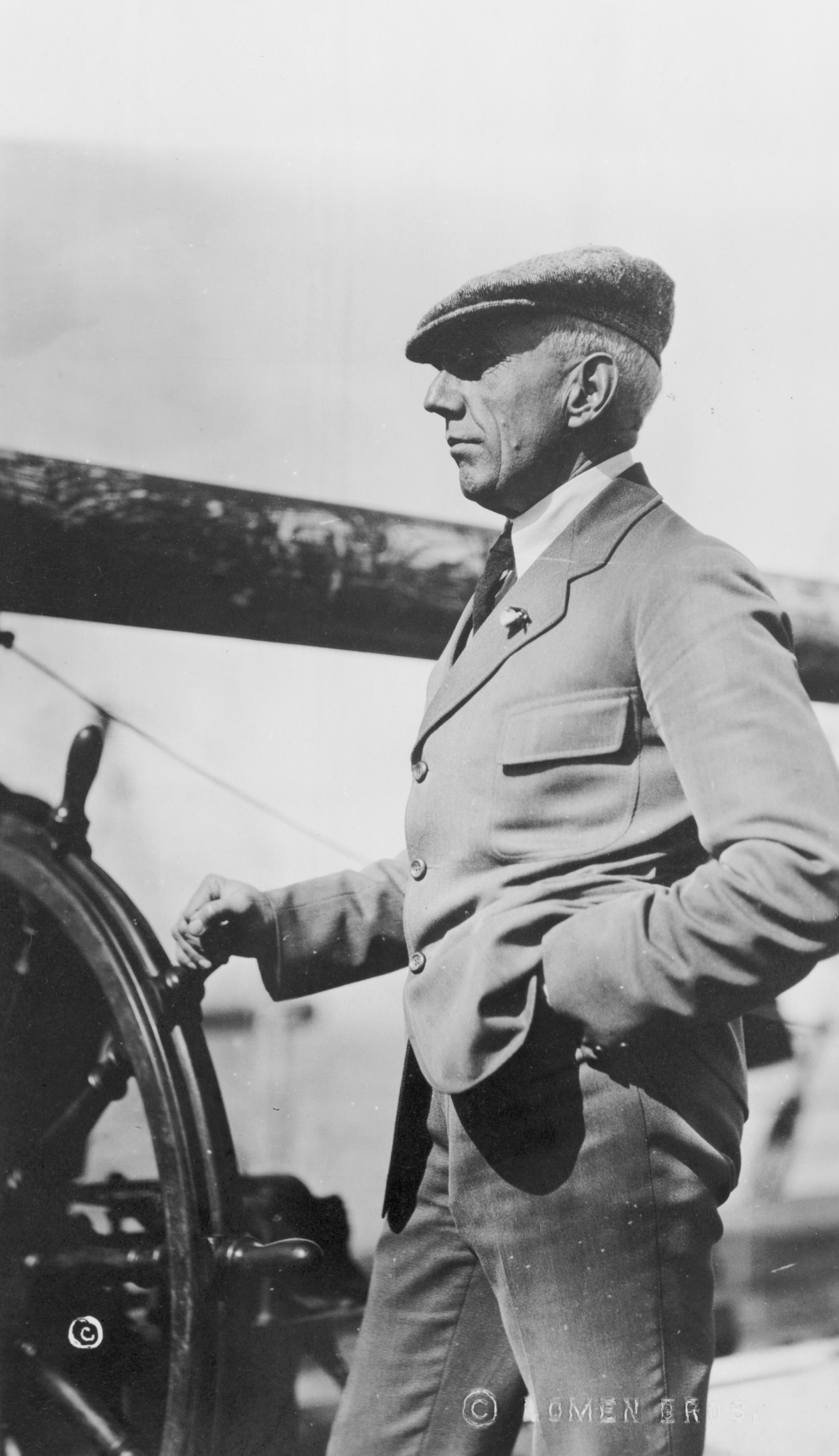
Roald Amundsen

À son origine, c'était un chalutier de pêche hauturière pour la mer du Nord et la mer Baltique naviguant sous le nom de Vilm.
En 1991, l’association Leben Lernen auf Segelschiffen (qui signifie « apprendre à vivre sur un voiler ») rachète le bateau.
En 1992, il est complètement démantelé et reconstruit avec une nouvelle étrave, pour être transformé en brick moderne. L'association propriétaire veut en faire un outil éducatif.
Dès 1993 il reprend la mer, sous le nom de Roald Amundsen en référence au célèbre explorateur norvégien (1872-1928) qui atteint le pôle Sud en 1911.
Son premier capitaine, qui officia sur le Gorch Fock II (un des sister-ships de l'Eagle, du Sagres II et du Mircea), se montra très enthousiaste concernant les performances du Roald Amundsen : un réel honneur pour le voilier que de recevoir les éloges d’un capitaine si expérimenté. Ce premier voyage fut une réussite.

## Le but de l'association
Le Roald Amundsen est un voilier traditionnel et n’offre aucun équipement de luxe. Cependant, toutes les installations nécessaires à la pratique de la voile en toute sécurité sont présentes à bord.
La mission du Roald Amundsen est de former des stagiaires aux rudiments de la navigation sur un grand voilier, et cela dans des conditions de sécurité optimales.
Les stagiaires n’ont pas besoin d’avoir de notions en voile avant d’embarquer pour les stages de 10 à 14 jours. Une équipe de 11 professionnels est présente pour les guider. Sur le voilier, l’équipage fonctionne sur le mode des 3 × 8, il faut s’adapter, apprendre parfois à travailler la nuit et dormir le jour.
En plus, l'association fait aussi la promotion de la compréhension entre les peuples et de la rencontre des générations à bord.

## Autres caractéristiques
- Hauteur de mât : 34 m
- Mâts : 2 (18 voiles dont 10 carrés)
- Moteur auxiliaire :Buckau Wolff (8 cylindres) de 300 ch (220 kW)
- Indicatif d'appel : DARG
- Numéro de voile : TS 508 G
- Cabines : 4 pour 31 passagers